# Harald Hultenberg
Harald Hultenberg, född 6 februari 1883 i Räpplinge på Öland, död 11 september 1948 i Borgholm, var en svensk agronom och skulptör.
Han var son till Hjalmar Hultenberg och Carolina Charlotta Quarfort. Efter studentexamen valde han att bli officer vid Kalmar regemente. Han utbildade sig senare till agronom vid Ultuna lantbruksskola. Som konstnär var han verksam som träskulptör. Under sina senare år arbetade han för att främja turismen på Öland vid Ölands turistkontor och gav i samband med det ut en del skrifter om Öland.